# Аквинкум
Аквинкум (лат. Aquincum) је био римски град у Доњој Панонији, смештен на десној обали Дунава, на месту данашњег Старог Будима. Подручје града настањивало је келтско племе Арависка, на шта уосталом указује и препознатљив суфикс -incum.
Аквинкум је био раскрсница свих војних путева на дунавском лимесу између Брегециона и Мурсе. Имао је изузетан стратешки значај, јер се налазио насупрот Јазига, који су настањивали међуречје Дунава и Тисе.
За време Трајана место је било седиште легије II adiutrix, ком се прикључила и насеобиона ветерана (canabae). Хадријан је спојио логор (castra) и те населбине у један муниципиј (municipium), који је за време Септимија Севера уздигнут у ранг колоније (Aelia Septimia Aquincum trib. Sergia). Почев од Диоклецијана овде се налазило седиште дукса провинције Валерије, док је намесник (praeses) председавао у Софијани. Доцнији римски цареви у више наврата су боравили овде.
Остаци римских рукотворина у Старој Буди дуго су побуђивали интересовање археолога; озбиљнија ископавања су вршена 1854-56, а настављена 1879-91. Данас се зна тачна основа сталног табора (castra stativa) и населбине ветерана, амфитеатра, изграђеног вероватно за време Антонина Пија, и аквадукта; од значаја су такође и митреј са једанаест натписа, светилиште посвећено Немези и осам добро очуваних купатила.
Велики комплекс грађевина смештен на оближњем дунавском острву (Хајођар) идентификован је са гувернеровом палатом. Процењено је да заузимала простор од 21.000 m² (150 x 140). Налазила се на импозантном месту, изван војних и цивилних населбина, с погледом на бродоградилиште и војни логор, с једне, и с главном фасадом која је била окренута према непокореном Истоку, с друге стране. На средишњем делу јужне стране комплекса, близу улазног дела, налазио се олтар, могуће посвећен каквом локалном божанству, које је раније поштовано на истом месту и било поистовећивано с Меркуром.

## Галерија
- рушевине